# Relations entre l'Algérie et le Yémen
Relations entre l'Algérie et le Yémen (arabe : العلاقات بين الجزائر و اليمن) se réfèrent aux relations bilatérales entre l'Algérie et le Yémen, deux pays arabes, musulmans dans la région MENA. L'Algérie est représentée par une ambassade à Sanaa ; le Yémen est également représenté par une ambassade à Alger.

## Comparaison entre les deux pays
|                                      | Algérie الجزائر                          | Yémen اليمن                     |
| ------------------------------------ | ---------------------------------------- | ------------------------------- |
| Superficie (km²)                     | 2 381 741 km2                            | 527 968 km2                     |
| Population                           | 42 200 000                               | 28 250 000                      |
| Densité de population (hab./km²)     | 16                                       | 53                              |
| Capitale                             | Alger                                    | Sanaa                           |
| Plus grande ville                    | Alger (2 740 000 hab.)                   | Sanaa (3 245 000 hab.)          |
| Gouvernement                         | République à régime semi-présidentiel    | République                      |
| Langues officielles                  | Arabe, Berbère                           | Arabe                           |
| Langues nationales                   | Arabe, Berbère, Arabe Dialectal Algérien | Arabe, Arabe Dialectal Yéménite |
| PIB (nominal) (milliards de dollars) | 175,1                                    | 18,21                           |
| PIB (PPA) milliards de dollars       | 570,6                                    | 68,95                           |
| PIB (nominal) par habitant US$       | 4 345                                    | 660                             |
| PIB (PPA) par habitant US$           | 14 163                                   | 2 150,4                         |
| IDH (2021)                           | 0,745 (91e)                              | 0,455 (183e)                    |

## Historique des relations entre l'Algérie et le Yémen

### Époque duRoyaume mutawakkilite du Yémen
L'Algérie étant engagé dans une guerre pour proclamé son indépendance, l'algérien Fodil El Ouartilani militant Panarabe et anti-colonialiste sert les intérêts des Nations arabes et en particulier le Yémen, il a été le conseiller personnel de sa majesté Yahya Mohammed Hamid ed-Din (Roi du Yémen) et a joué un rôle central dans la révolution Yéménite de 1948.

### Époque des conquêtes islamiques entre l'Algérie et le Yémen (VIIesiècle)
Certaines des tribus arabes d'Algérie sont d'origine ancestral Yéménite, les tribus algériennes d'origine arabe Yéménite connues sont les : Banu Hassan ; Banu Al-Akḥdārī ; Banu Al-Mutawakkil, ses tribus ont migré lors de l'avènement de l'Islam vers le Maghreb mais plus exactement entre la Libye et l'Algérie dans les années 680, certaines tribus ont conservé de fort lien de parenté entre leurs ancêtres établis au Yémen et ceux établis en Algérie.

### Guerre au Yémen
La guerre au Yémen a débuté en 2004, plus connue comme la guerre de Sa'dah, elle est la conséquence du sentiment de marginalisation ressenti par la communauté chiite houthis, dirigée par son leader Abdul-Malik al-Houthi. Cette insurrection, soutenue par l'Iran, est à l'origine du coup d'État de 2015 ayant visé le président Abdrabbo Mansour Hadi, élu à la place du président Ali Abdallah Saleh. Ce dernier avait été également renversé à la suite de la révolution yéménite en 2011.
Cela découle depuis 2014 sur une Guerre civile yéménite qui oppose principalement les rebelles chiites Houthis et, jusqu'en 2017, les forces fidèles à l'ex-président Ali Abdallah Saleh au gouvernement d'Abdrabbo Mansour Hadi élu en 2012 à la suite de la révolution yéménite et du départ du pouvoir de Saleh. Le conflit s'est internationalisé en mars 2015 avec l'intervention de nombreux pays musulmans menés par l'Arabie saoudite sous une coalition militaire.
L'Algérie n'a pas participé à cette coalition militaire menés par l'Arabie saoudite, de par sa politique de Non-Ingérence dans les affaires interne / externe des pays souverain étrangers toutefois l'Algérie soutient les Yémenites pour un débat de réconciliation nationale dans un cadre Yémeno-Yéménite sans l'intervention de pays ou/et partie étranger au Yémen.

## Coopération algéro-yémenite
Les coopérations entre l'Algérie et le Yémen sont dans divers domaines et notamment la Santé, à Alger le 9 août 2018, Mokhtar Hassbellaoui, ministre de la santé, de la population et de la réforme hospitalière a reçu au siège de son département ministériel l'ambassadeur de la république yéménite en Algérie, Ali Mohamed Alwi Al-yezidi.
Les discussions ont permis de faire un large tour d'horizon des relations unissant les deux pays ainsi que la situation sanitaire qui prévaut en république yéménite et qui se caractérise par l'effondrement du système sanitaire. Dans ce cadre, l'ambassadeur yéménite a fait état d'un certain nombre de besoins y compris dans le domaine de la formation médicale et paramédicale en insistant sur le fait que « le soutien de l'Algérie est nécessaire au regard de sa place particulière et de son histoire ».
A cet effet, le ministre de la santé a assuré son interlocuteur que le gouvernement algérien, conformément aux orientation du président de la république Abdelaziz Bouteflika , ne ménagera aucun effort pour soutenir le peuple yéménite dans l'épreuve qu'il traverse et que les besoins exprimés par la partie yéménite seront étudiés au niveau des instances concernées.

### Coopération économique
En 2010, La signature de sept accord de coopération en était signés lors de la 10e sessions de la commission mixte algéro-yémenite qui a clos ses travaux mardi à Sanaa a été sanctionnée par la signature de sept protocoles de coopération et un mémorandum d'entente englobant le domaine diplomatique et les secteurs de la justice, de l'enseignement supérieur, du travail et des archives. Lors de la séance de clôture de cette session co-présidée par le ministre de l'enseignement supérieur et de la recherche scientifique, Monsieur Rachid Harraoubia et son homologue yéménite Monsieur Salah Ali Basra, un mémorandum d'entente sur la coopération mutuelle entre l'institut diplomatique et les relations internationales au ministère algérien des affaires étrangères et l'institut diplomatique au ministère yéménite des affaires étrangères a été signé.

#### Échanges commerciaux
l'Algérie et le Yémen ont ratifié la convention de Facilitation des Echanges Commerciaux intra-arabes.
Le parachèvement de l’installation de cette Zone a été réalisé début Janvier 2005, et depuis, l’ensemble des produits d’origine arabe sont échangés en franchise totale.
L’Algérie a déposé le dossier d’adhésion à la GZALE auprès du Secrétariat Général de la Ligue Arabe le 31 décembre 2008.
Après l’engagement officiel pris par le Gouvernement algérien d’appliquer le programme exécutif de cette zone, Les échanges commerciaux entre l’Algérie et les pays arabes membres de la GZALE ont commencé à bénéficier de la franchise totale à partir du 01 janvier 2009.
Un point focal a été installé au niveau du Ministère du Commerce pour la gestion et le suivi du programme exécutif, qui travaille en étroite relation avec les points focaux des autres pays membres de la GZALE et le Secrétariat Général de la Ligue Arabe.
Le suivi de cette zone est assuré par le comité d’évaluation et de suivi installé au niveau de la CACI et qui regroupe en plus des secteurs concernés, les associations patronales.

### Coopération culturelle
Le Yémen et l'Algérie ont discuté des relations de la coopération culturelle bilatérale et des moyens de les renforcer en 2011.
Cela est venu lors d'une rencontre a réassemblé ce mercredi à Sanaa le ministre de la Culture, Mohammed Al-Maflahi et l'ambassadeur algérien au Yémen, Abdul Wahab Bozahr..
Au cours de la rencontre, Al Maflahi, a reçu une invitation de son homologue algérien à assister à l'inauguration des manifestations culturelles de la ville de Tlemcen, la capitale de la culture islamique en 2011, en avril prochain..

### Coopération régionale
L'Algérie et le Yémen sont deux états membres de la région MENA et membres de la Ligue des États Arabes, Mouvement des non-alignés.